# Anthessiidae
Anthessiidae – rodzina widłonogów z rzędu Cyclopoida. Nazwa naukowa tej rodziny skorupiaków została opublikowana w 1986 roku przez amerykańskiego hydrobiologa Arthura Grovera Humesa (1916–1999).

## Podział systematyczny
W obrębie rodziny Anthessiidae wyróżnia się następujące rodzaje:
- Anthessius Della Valle, 1880
- Discanthessius Kim I.H., 2009 – jedyny przedstawiciel to Discanthessius solitarius Kim I.H., 2009
- Katanthessius Stock, 1960
- Merlionia Uyeno, Hashimoto & Watanabe, 2023 – jedyny przedstawiciel to Merlionia zeeae Uyeno, Hashimoto & Watanabe, 2023
- Neanthessius Izawa, 1976 – jedyny przedstawiciel to Neanthessius renicolis Izawa, 1976
- Panaietis Stebbing, 1900
- Rhinomolgus Sars G.O., 1918 – jedyny przedstawiciel to Rhinomolgus anomalus Sars G.O., 1918